# Adidas Telstar 18
Adidas Telstar 18 fue el balón de fútbol oficial usado durante la Copa Mundial de 2018 realizada en Rusia. Fue fabricado por la compañía alemana de equipamiento deportivo Adidas, socio de FIFA y proveedor de la pelota oficial de la Copa Mundial de la FIFA desde 1970, y se basa en el concepto de la primera pelota oficial de Adidas: Telstar Durlast, usada en México 1970 con motivos en azul, negro y gris, además de tener un chip incorporado con el que se pueden seguir los partidos en vivo con una app por primera vez.
El Adidas Telstar 18 tiene un segundo modelo del balón llamado "Mechta", que en ruso significa "Sueño" y fue utilizado en la fase final (octavos, cuartos, semifinales, tercer puesto y Final). A diferencia del Telstar 18, este tiene motivos en rojo y negro.
Es la cuarta vez que se fabrica un balón exclusivo para la final de la Copa Mundial de Fútbol, como sucedió con las pelotas Adidas +Teamgeist Berlin en Alemania 2006, la Adidas Jo'bulani en Sudáfrica 2010 o la Adidas Brazuca Final Rio en Brasil 2014.

## Presentación
El balón fue presentado en Moscú el 9 de noviembre de 2017 por Lionel Messi, finalista de la Copa Mundial de 2014, junto con leyendas del fútbol, ganadores de Copa del Mundo en los últimos cinco mundiales a esa fecha: Zinedine Zidane (1998), Kaká (2002), Alessandro Del Piero (2006), Xabi Alonso (2010) y Lukas Podolski (2014).